# Agathis xanthopsis
Agathis xanthopsis är en stekelart som först beskrevs av Turner 1918.  Agathis xanthopsis ingår i släktet Agathis och familjen bracksteklar. Inga underarter finns listade i Catalogue of Life.